# Armentières-sur-Ourcq
Armentières-sur-Ourcq är en kommun i departementet Aisne i regionen Hauts-de-France i norra Frankrike. Kommunen ligger  i kantonen Neuilly-Saint-Front som ligger i arrondissementet Château-Thierry. År 2022 hade Armentières-sur-Ourcq 98 invånare.

## Befolkningsutveckling
Antalet invånare i kommunen Armentières-sur-Ourcq
Referens: INSEE